# Resolució 1240 del Consell de Seguretat de les Nacions Unides
La Resolució 1240 del Consell de Seguretat de les Nacions Unides fou adoptada per unanimitat el 15 de maig de 1999. Després de recordar totes les resolucions sobre la situació a Tadjikistan i al llarg de la frontera entre l'Afganistan i Tadjikistan, el Consell va prorrogar el mandat de la Missió d'Observadors de les Nacions Unides a Tadjikistan (UNMOT) per un període de sis mesos fins al 15 de novembre de 1999.
El Consell de Seguretat va assenyalar el continu procés de pau a Tadjikistan i l'observança general del Tadjikistan i l'Oposició Tajik Unida (UTO). La situació general del país havia millorat encara que algunes zones es mantenien tibants.
Es va demanar als partits tadjiks que creessin el dret a crear condicions per celebrar un referèndum constitucional i eleccions presidencials i parlamentàries i garantir la seguretat de les Nacions Unides i el personal internacional del país. Es va demanar a l'Organització per a la Seguretat i la Cooperació a Europa (OSCE) que continués cooperant amb les Nacions Unides en el procés de democratització i va acollir amb satisfacció els esforços de la forces de manteniment de la pau de la Comunitat d'Estats Independents (CIS) al país.
Finalment, es va demanar al secretari general Kofi Annan que mantingués informat el Consell sobre l'evolució de Tajikistan i, a aquest efecte, que presentés un informe en un termini de tres mesos. A principis de juny de 1999, la UNMOT va reobrir les seves oficines a Khorugh i Khujand després de la mort de quatre persones del seu personal el juliol de 1998.